# 巴山槭
巴山槭（学名：Acer pashanicum）是无患子科槭属的植物。分布于中国大陆的湖南等地，生长于海拔1,600米至1,800米的地区，一般生于疏林中，目前尚未由人工引种栽培。